# Le benevole
Le benevole (Les bienveillantes) è un romanzo dello scrittore franco-americano Jonathan Littell, pubblicato nel 2006. Scritto originariamente in francese, il romanzo narra in prima persona la storia di Maximilien Aue, un ex ufficiale delle SS attivamente coinvolto nell'Olocausto.

## Trama
Il romanzo è diviso in 7 parti che prendono nome dai movimenti di una suite di danze, genere musicale per il quale sono famosi due degli autori più amati dal protagonista: Johann Sebastian Bach e soprattutto Jean-Philippe Rameau.
Toccata
Si tratta del lungo prologo nel quale il protagonista Maximilien Aue, Max Aue, criminale di guerra che si nasconde sotto falso nome in Francia, in età avanzata decide di scrivere le proprie memorie: “Se siete nati in un paese o in un'epoca in cui non solo nessuno viene a uccidervi la moglie o i figli, ma nessuno viene nemmeno a chiedervi di uccidere la moglie e i figli degli altri, ringraziate Dio e andate in pace. Ma tenete sempre a mente questa considerazione: forse avete avuto più fortuna di me.” Le ‘memorie’ di Aue sono il romanzo stesso, una lunga cavalcata attraverso i momenti più significativi della guerra nazista sul fronte russo.
Allemanda I e II
Questa lunga parte contiene le scene più crude delle esecuzioni di ebrei. La narrazione inizia quando Aue è un giovane e motivato ufficiale delle SS. Quando scatta l'Operazione Barbarossa, l'attacco a sorpresa contro l'Unione Sovietica, Aue è assegnato agli Einsatzgruppen, le speciali unità incaricate di eliminare i nemici del nazionalsocialismo nei territori sovietici occupati: gli iscritti al Partito comunista e gli ebrei vengono immediatamente fucilati e sepolti in fosse comuni. Dal confine polacco fino al Caucaso, il protagonista segue la vittoriosa avanzata della Wehrmacht, senza partecipare ai combattimenti: si occupa infatti delle operazioni segrete contro la popolazione di origine ebraica. La Wehrmacht giudica degradante fucilare civili, quindi il Sicherheitsdienst (Servizio di sicurezza delle SS) impiega membri delle organizzazioni fasciste ucraine che escono dalla clandestinità dopo la sconfitta dei bolscevichi. Aue partecipa all'organizzazione dell'intelligence delle SS a Kiev, anche se considera un errore le esecuzioni di massa; osserva la trasformazione dei soldati da un'iniziale resistenza passiva a un coinvolgimento rabbioso, che egli imputa alle disumane condizioni della guerra. Arrivato nell'autunno del 1942 fino alle montagne del Caucaso al seguito delle divisioni corazzate, fa amicizia con un collega di nome Voss, linguista di professione, che lo spinge a ricredersi sui suoi pregiudizi antisemiti. Aue somatizza con spasmi digestivi la violenza da cui è circondato, e non riesce a brillare nel suo compito, al punto da finire trasferito a Stalingrado, dove la VI armata tedesca al comando di Von Paulus è appena stata assediata dai sovietici.
Corrente
Con la battaglia di Stalingrado ha termine la vittoriosa espansione della Germania nazista verso est. Un'intera armata è intrappolata in una sacca perché Hitler si rifiuta di permetterne la ritirata. Aue è preda dei fantasmi che lo perseguitano; si è arruolato di forza nelle SS perché è stato sorpreso durante un rendez-vous omosessuale in un parco; inoltre, non riesce a superare l'adolescenziale e morbosa relazione con la sorella gemella Una, culminata con una relazione incestuosa scoperta dalla madre. Una rimarrà il suo riferimento ideale per tutta la narrazione, malgrado episodici cedimenti alla sua natura omosessuale. La morsa dell'Armata rossa si chiude sempre più intorno alla città assediata, i tedeschi non hanno più munizioni né viveri, e muoiono a migliaia nel gelido inverno russo. Aue ha ritrovato a Stalingrado il suo amico Thomas Hauser, vero alter ego maligno che lo accompagna dall'inizio alla fine della vicenda: è lui che l'ha convinto all'arruolamento, ed è lui che lo porta via da Stalingrado con uno degli ultimi aerei disponibili quando Aue viene colpito alla testa da un cecchino.
Sarabanda
Max Aue si risveglia in un ospedale di Berlino. Sopravvissuto al proiettile che gli ha attraversato il cranio, viene decorato con la croce di ferro da Himmler in persona, il Reichsführer delle SS. Durante la convalescenza si reca sulla Costa Azzurra, nella Francia occupata dall'esercito italiano, a trovare la madre che vive insieme al secondo marito Moreau; il giorno successivo scopre che i due sono stati brutalmente assassinati con un'accetta. Per evitare di essere interrogato dalla polizia, si allontana e ritorna a Berlino. Il suo ambiguo protettore Dr. Mandelbrod fa in modo che Aue entri nello staff di Himmler.
Minuetto (in rondò)
Lontano dal fronte, Aue è sempre più coinvolto nella macchina di sterminio del Terzo Reich. Adolf Hitler è una lontana presenza, ma Himmler è estremamente presente, e incarna la perversa ideologia nazista. Il giovane viene promosso e si trova a lavorare gomito a gomito con Adolf Eichmann, massimo responsabile della logistica dell'Olocausto. A mano a mano che la Wehrmacht perde terreno a est, incalzata dalla superiorità dell'Armata rossa, il protagonista comincia a ricredersi sui propri ideali. “Sono giunto alla conclusione […] che la guardia delle SS non diventa violenta o sadica perché pensa che il detenuto non sia un essere umano; anzi, la sua rabbia aumenta e si trasforma in sadismo quando si accorge che il detenuto, lungi dall'essere una creatura inferiore come gli hanno insegnato, dopotutto è proprio un uomo […] quindi la guardia lo picchia per tentare di far scomparire la loro comune umanità. Ovviamente non funziona: più la guardia picchia, e più è costretta a constatare che il detenuto rifiuta di riconoscersi come non umano.” L'irrazionalità del nazismo è tale che la macchina di morte delle SS preferisce sterminare gli ebrei piuttosto che sfruttarne la manodopera per lo sforzo bellico: i prigionieri che non sono immediatamente eliminati nelle camere a gas vengono letteralmente “consumati” dal lavoro nei campi di concentramento. Intanto, nubi si addensano su Maximilien Aue e la sua carriera: due ispettori di polizia molto scrupolosi hanno scoperto la sua presenza a casa Moreau il giorno del duplice omicidio, e si ostinano nel tentativo di portarlo a giudizio. Aue ricorre all'interesse superiore delle SS per evitare la condanna. Ma ormai la Wehrmacht è in ritirata su tutto il fronte orientale. Le SS distruggono i lager in Polonia e liquidano i prigionieri superstiti.
Aria
Mentre la sua visione del mondo va in pezzi, Aue lascia Berlino per ricongiungersi con la sorella Una a casa del marito Von Üxküll, ma la proprietà di campagna è abbandonata. I carri armati sovietici si avvicinano; Thomas Hauser arriva a prenderlo di persona per riportarlo a Berlino prima che venga dichiarato disertore.
Giga
Nel capitolo di epilogo tutti i nodi vengono al pettine. Una è sfollata in Svizzera; i due ufficiali di polizia tornano alla carica, convinti che Aue abbia ucciso la madre e il patrigno; Berlino è investita dalla furia dell'Armata rossa; il protagonista incontra per la prima volta Adolf Hitler nel bunker della Cancelleria, in una scena quasi esilarante che chiude a meraviglia la parabola grottesca e sanguinaria di Maximilien Aue.

## Personaggi
- Maximilen Aue: è un ex ufficiale delle SS. Il libro è scritto come se si trattasse delle sue memorie. Sua madre era una francese dell'Alsazia. Quando suo marito, tedesco, nel 1921 la lasciò e scomparve dalla vita sua e dei figli si risposò con un francese Moreau, il quale era però odiato da Max. Dopo un'infanzia passata in Francia ad Antibes e dintorni, Maximilien frequenta l'università in Germania. Diventa un intellettuale acculturato e ben educato, amante della musica. Parla agevolmente molte lingue: tedesco, francese, greco e latino ed ha conseguito un dottorato in legge. Aue è omosessuale, condizione che gli ha creato seri problemi in una società omofobica come quella nazista.
- Una Aue / Frau Von Üxküll: è la sorella gemella di Max Aue, per la quale l'uomo ha un attaccamento morboso e incestuoso. È sposata con Berndt Von Uxkull e benché la incontri assai poco, domina l'immaginazione di Aue, in particolar modo le sue fantasie sessuali. Vive con suo marito nella sua proprietà in Pomerania.
- Berndt Von Üxküll: è il marito della sorella di Aue. È uno junker della Pomerania nonché un conosciuto compositore caduto però in disgrazia per aver preso le distanze dal nazismo.
- Héloïse Aue / Héloïse Moreau: è la madre di Aue che, credendo il suo primo marito morto, si è risposata con Aristide Moreau. Max non ha accettato la morte del padre, e non ha perdonato sua madre per essersi risposata.
- Aristide Moreau: è il patrigno di Max. Ci sono vaghi indizi che sia in contatto con la Resistenza Francese.
- I gemelli Tristano e Orlando: i misteriosi gemelli che vivono nella casa dei Moreu, ma in realtà sono figli di Una.
- Thomas Hauser: è il miglior amico di Max, ed è l'unica persona che crede nelle sue capacità, o quanto meno così vuole che appaia. È anch'egli ufficiale delle SS ed è la principale fonte di informazioni di Aue a proposito delle politiche burocratiche. Aiuta Max in innumerevoli modi.
- Hélène Anders in Winnefeld:è una giovane vedova che Aue incontra in piscina a Berlino. Quando lui si ammala seriamente la donna va nel suo appartamento e si prende cura di lui fino a riportarlo in salute. È attratta da Aue ma lui la respinge ed evita i contatti fisici. Lascia quindi Berlino per trasferirsi nella casa dei suoi genitori. Scrive ad Aue chiedendogli se vuole sposarla, ma l'uomo non risponde.
- Il Dr. Mandelbrod: il misterioso Dr. Mandelbrod svolge un importante ruolo dietro le quinte come protettore di Aue promotore dei legami con le alte gerarchie del Partito Nazista, in particolare con Himmler. Era un grande ammiratore ed amico del padre e del nonno di Max. Alla fine del romanzo si capisce che sta preparandosi ad offrire i propri servigi e la propria lealtà ai Sovietici.
- Gli ufficiali di polizia Weser e Clemens: sono i due uomini che hanno l'incarico di investigare sull'omicidio della madre e del patrigno di Aue. Convinti della sua colpevolezza continuano a chiamarlo e ad interrogarlo come sospettato.

### Personaggi storici
Il protagonista nel romanzo incontra un certo numero di persone realmente esistite, per lo più gerarchi nazisti come Albert Speer, Adolf Hitler, Heinrich Himmler, Adolf Eichmann, Reinhard Heydrich, Hans Frank, Rudolf Höß, Otto Ohlendorf, Odilo Globočnik, Paul Blobel, il filosofo e scrittore tedesco Ernst Jünger o collaborazionisti belgi e francesi come Robert Brasillach, Drieu La Rochelle, Lucien Rebatet e Léon Degrelle.

## Premi
- 2006: Grand Prix du roman de l'Académie française
- 2006: Premio Goncourt
- 2009: Bad Sex in Fiction Award[4]

## Edizioni
- Jonathan Littell, Le benevole, traduzione di Margherita Botto, collana Super ET, Einaudi, 2008,  p. 939, ISBN 978-88-06-19490-1.